# Rostfläckig nållav
Rostfläckig nållav (Chaenotheca ferruginea) är en svampart som tillhör divisionen sporsäcksvampar, och som först beskrevs av Turner och James Edward Smith, och fick sitt nu gällande namn av Walter Migula. Rostfläckig nållav ingår i släktet Chaenotheca, och familjen Coniocybaceae. Arten är reproducerande i Sverige.